# Gabriel de Marie
Gabriel de Marie, né le 20 février 1795 à Francfort-sur-le-Main (Saint-Empire) et mort le 2 octobre 1868 à Luxembourg (Luxembourg), est un négociant et homme politique luxembourgeois.

## Biographie
Le parcours politique de Gabriel de Marie est mal connu avant son élection à l'Assemblée constituante chargée de rédiger une nouvelle constitution à l'issue d'un élan révolutionnaire qui atteint le Luxembourg dans le sillage du Printemps des peuples. Il n'est pas élu aux premières élections législatives à la Chambre en septembre 1848. À la suite de la démission de Jean-Pierre David Heldenstein, Gabriel de Marie est nommé bourgmestre de la capitale par le roi grand-duc Guillaume III. Quelque temps avant sa nomination, il démissionne de ses fonctions d'échevin en raison du faible appui qu'accorde le bourgmestre Heldenstein au conseil. Lors du renouvellement intégral des conseils communaux en 1854, Gabriel de Marie n'est pas reconduit dans ses fonctions, en revanche, Jean-Pierre David Heldenstein devient à nouveau le premier magistrat du pays et lui succède. 
En son honneur, une rue porte son nom dans le quartier de Cents à Luxembourg depuis 1968.